# آکاساکا-جوکو (ناکاسندو)
آکاساکا-جوکو (به ژاپنی: 赤坂宿, Akasaka-juku)، پنجاه و ششمین ایستگاه از شصت و نه ایستگاه ناکاسندو بود که ادو را به کیوتو در دوره ادو ژاپن متصل می‌کرد. این شهر در ولایت مینو سابق در محله فعلی آکاساکا در شهر اوگاکی، گیفو، استان گیفو، ژاپن واقع شده‌است.